# Nadagarodes regula
Nadagarodes regula là một loài bướm đêm trong họ Geometridae.